# Стан Сенег
Стан Сенег, или Сенегский стан — историческая административно-территориальная единица Владимирского княжества, позже Владимирского уезда Замосковного края Московского царства.
Крайний западный стан Владимирского уезда, смежный с Переяславским и Московским уездами. Располагался в южной части позже образованного на этой территории Покровского уезда Владимирской губернии.
Название вероятно происходит от речки Сеньга, которая протекала по части волости и впадала в Клязьму. В среднем течении Сеньги находится проточное озеро с таким же названием, а на его берегу с давних пор располагалась деревня (впоследствии село) Сеньго-озеро. В устье Сеньги находился починок Сеньга-Лазаревка. Происхождение слова «Сеньга» неясно, и по этому поводу существуют различные предположения. В свою очередь, непонятное смысловое значение порождает различные произношения: местные жители именуют реку (и озеро) Сеньга, Сеньго и даже Сенег с ударением как на первом, так и на втором слогах. Возможно, что «Сенега» является усеченным словом «Сенега». В пользу этого говорит название существовавшего здесь древнего стана Сенег.
Территория стана была населена людьми с очень давних времен. На берегах Сеньги открыты стоянки бронзового века, которые датируются III—II тысячелетиями до нашей эры. Древнерусские селища ХII—XIII веков существовали на берегах озера Сеньга. Во второй половине XIV века один из водных торговых путей пролегал вниз по реке Москве до устья Нерской, по Нерской поднимались до её верховьев и через волок попадали в реку Ушму, а из неё — в Клязьму. Предполагается, что в эти времена богатеющая область по Ушме была дана в вотчину российским митрополитам. Из стана Сенег, относившегося к Владимирскому уделу, была выделена митрополичья волость, получившая название Сенег (Сеньга, Сенежская). Филологи считают, что изменение названия произошло с переходом прибалтинско-финского «г» в «ж» на русской почве: Сеньга, Сенег — Сенеж.
Основными единицами территориального деления древней Руси были волости и станы. В XVII веке эти два понятия были очень часто синонимическими, их историческое происхождение, а следовательно, и первоначальное значение были совершенно различны. Наиболее древним из двух была волость. Волость в это время представляла известных размеров сельский округ, внешним образом объединявшийся общими выборными должностными лицами, носившими название старост, сотских и т.п. На основании доступных письменных источников непонятно какая территория относилась к стану Сенег, а какая к Сенежской волости.

«C постепенным развитием административной деятельности общинное волостное деление стало мало-помалу заменяться административным. Стан, очевидно, принадлежал к последней категории. Станы древних русских князей и становища, то есть бывшие места их стоянки, упоминаются на первых страницах наших летописей. Уже в это время население стекалось сюда, вероятно, для выдачи князьям разных даней, кормов, поклонов и даров или для суда. То же видим мы и впоследствии, ибо станом в уставных грамотах XV и XVI вв. называется место стоянки тиуна или доводчика, где сосредоточиваются кормы и производится суд. Так как на уезд приходилось по нескольку таких лиц, то и станов устраивалось соразмерное количество, а отсюда округов, тянувших судом и данью к такому стану и получивших также наименование станов, приходилось по нескольку на уезд.»— Лаппо-Данилевский А. С., 1890 г.

## Населённые пункты и пустоши в XVI—XVIII веках
- В Возминской половине погост на Орехове на реке Клязьма. При погосте церковь Николая Чудотворца. Церкви принадлежала пустошь Милославская на суходоле. В 1705 году погост ещё существовал[2].
- Деревня Старая на суходоле, недалеко от погоста на Орехове[2].
- В заболоцкой половине погост на речке Сеньга. При погосте церковь Николая Чудотворца[2].
- Деревня Варениха[2].
- Погост Покрова Пресвятой Богородицы на суходоле (1705 год)[2].
- Погост Сенег у Святого озера. При погосте церковь Спаса Преображения. На погосте располагался патриарший рыбный двор. Близ погоста располагались земли Ивана Васильевича Шереметева и его жены[2].
- Село Филисово с деревнями — вотчина Фёдора Ивановича Шереметева[2].
- Село Жашюкино, впоследствии пустошь на реке Вохне. Владельцы: Лев Матюшкин, Орина Балакирева, её сын, её внук Григорий Прокофьевич Большой Балакирев, позже — Григорий Прокофьевич Меньшой Балакирев[2].
- Деревня, сельцо Жашки, относилось к стану Ловчего пути. После смерти Григория Прокофьевича Меньшого Балакирева, постошь названная деревней переходит во владение его родного племянника Афанасия Фёдоровича Протасьева, который в 1774 году продаёт её надворному советнику Владимиру Ивановичу Дружинину. В 1774 году В. И. Дружинин обращается в Вотчинную коллегию с просьбой построить в сельце Жашково церковь во имя Знамения Пресвятой Богородицы. В 1774 году такое разрешение получено, в отказных книгах населённый пункт называется: село Знаменское (Жашково тож)[2].